# GSC2541-4
GSC2541-4 — хімічно пекулярна зоря спектрального класу B0, що має видиму зоряну величину в смузі V приблизно 11,7.

## Пекулярний хімічний склад
Зоряна атмосфера GSC2541-4 має підвищений вміст 
He
.